# Iolanda d'Ungheria
Violante o Iolanda d'Ungheria Árpád-hazi Jolan in ungherese, Violant in catalano, in aragonese e in inglese, Violante in spagnolo, in asturiano e in basco, Iolanda o Violante in portoghese e in galiziano, Yolande in francese e Yolande in tedesco (Esztergom, 1215 circa – Huesca, 12 ottobre 1251) fu regina consorte di Aragona e di Maiorca, contessa consorte di Barcellona, delle contee catalane e delle signorie occitane dal 1235 e regina consorte di Valencia dal 1238 alla sua morte.

## Origine familiare

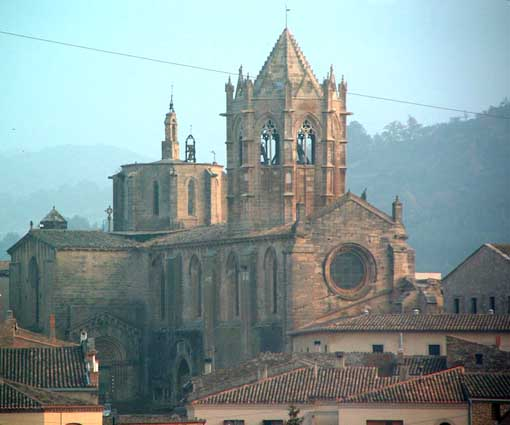
Vista del monastero cistercense di Santa María di Vallbona

Era figlia del re di Ungheria, Andrea II, e della principessa di Costantinopoli, Iolanda di Courtenay, figlia di Pietro II di Courtenay Imperatore latino di Costantinopoli dal 1217 al 1219 e di Iolanda di Fiandra.

## Biografia
Secondo la Cronaca Piniatense, l'8 settembre del 1235, nella cattedrale di Barcellona, Iolanda sposò il re d'Aragona e di Maiorca, Conte di Barcellona, signore di Montpellier e Carladès e di altri feudi dell'Occitania Giacomo I a cui il primo matrimonio, con Eleonora di Castiglia, figlia del re di Castiglia Alfonso VIII, era stato annullato per consanguineità. 
La dote che avrebbe dovuto portare a Giacomo consisteva in denaro e territori, ma non fu mai effettivamente consegnata.
Appena giunta in Catalogna il suo nome fu cambiato in Violante.
Si interessò attivamente della politica del regno e in particolare diede impulso alla conquista del regno di Valencia.
Cercò di favorire i suoi figli cercando di creare inimicizia tra Giacomo I e il figlio primogenito, Alfonso, nato dal primo matrimonio con Eleonora di Castiglia.
Secondo gli Annali toledani Violante (Dña Yoles, Regina Aragonum) morì di febbre, a Huesca, nell'ottobre del 1251 e fu tumulata nel presbiterio del monastero cistercense di Santa María di Vallbona, a Lleida (Catalogna).

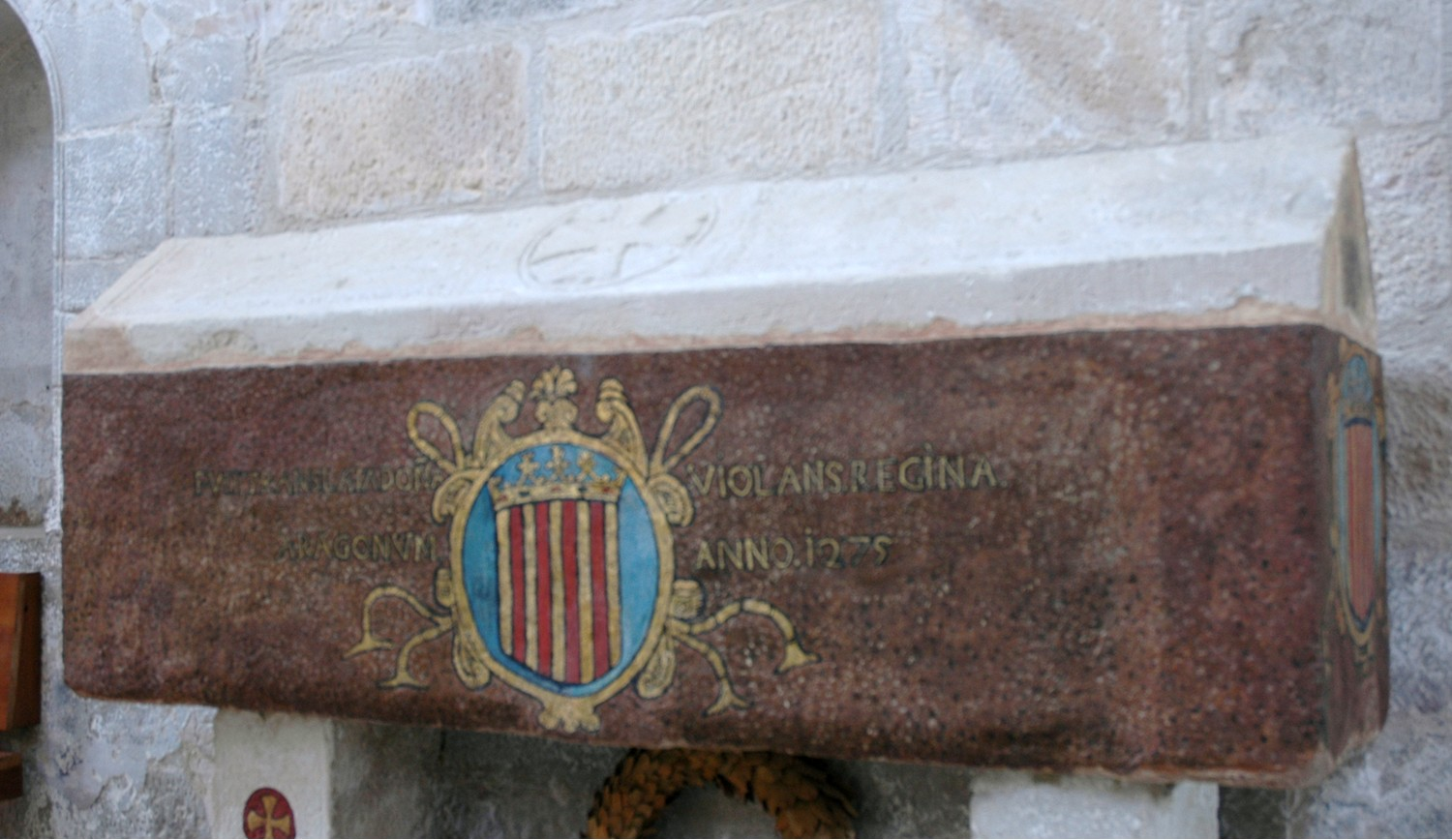
Sarcofago della regina Violante

## Discendenza
Violante diede nove figli a Giacomo:
- Violante d'Aragona (1236-1301), moglie di Alfonso X il Saggio;
- Pietro III il Grande (1239-1285), che gli succedette nel Regno di Aragona e di Valencia e nelle contee catalane;
- Costanza (1240-circa 1266), sposa dell'infante di Castiglia Don Manuele, fratello di Alfonso X di Castiglia;
- Giacomo II di Maiorca (1243-1311), che ereditò il Regno di Maiorca, che comprendeva anche le isole Baleari, Minorca, Ibiza e Formentera e i territori dell'Occitania rimasti a Giacomo I, la signoria di Montpellier, le contee di Rossiglione e Cerdagna;
- Ferdinando (1245-1250), morto bambino;
- Sancha (1246-1262), morì durante un pellegrinaggio a Gerusalemme;
- Isabella d'Aragona (1247-1271), sposò Filippo III l'Ardito, figlio di San Luigi di Francia;
- Maria (1248-1267), monaca al Monastero di Santa María di Sigena;
- Sancho (1250- 21 ottobre 1275), abate di Valladolid, dal 1263, e arcivescovo di Toledo, dal 1266, ucciso dai Mori di Granada, alla battaglia di Martos;
- Eleonora (1251-?), morta giovane.

## Ascendenza
|                        |                       |                         | Genitori                |  |  | Nonni |  |  | Bisnonni           |  |  | Trisnonni          |  |
|                        |                       |                         |                         |  |  |       |  |  | Géza II d'Ungheria |  |  | Béla II d'Ungheria |  |
|                        |                       |                         |                         |  |  |       |  |  | Géza II d'Ungheria |  |  | Béla II d'Ungheria |  |
|                        |                       | Elena di Rascia         |                         |  |  |       |  |  | Géza II d'Ungheria |  |  |                    |  |
| Béla III d'Ungheria    |                       |                         |                         |  |  |       |  |  | Géza II d'Ungheria |  |  |                    |  |
|                        |                       | Efrosin'ja Mstislavna   | Mstislav I di Kiev      |  |  |       |  |  |                    |  |  |                    |  |
|                        |                       | Efrosin'ja Mstislavna   | Mstislav I di Kiev      |  |  |       |  |  |                    |  |  |                    |  |
|                        |                       | Efrosin'ja Mstislavna   | Ljubava Dmitr'evna      |  |  |       |  |  |                    |  |  |                    |  |
| Andrea II d'Ungheria   |                       | Efrosin'ja Mstislavna   |                         |  |  |       |  |  |                    |  |  |                    |  |
|                        |                       | Rinaldo di Châtillon    | Enrico di Châtillon     |  |  |       |  |  |                    |  |  |                    |  |
|                        |                       | Rinaldo di Châtillon    | Enrico di Châtillon     |  |  |       |  |  |                    |  |  |                    |  |
|                        |                       | Rinaldo di Châtillon    | …                       |  |  |       |  |  |                    |  |  |                    |  |
| Agnese d'Antiochia     |                       | Rinaldo di Châtillon    |                         |  |  |       |  |  |                    |  |  |                    |  |
|                        |                       | Costanza d'Antiochia    | Boemondo II d'Antiochia |  |  |       |  |  |                    |  |  |                    |  |
|                        |                       | Costanza d'Antiochia    | Boemondo II d'Antiochia |  |  |       |  |  |                    |  |  |                    |  |
|                        |                       | Costanza d'Antiochia    | Alice di Antiochia      |  |  |       |  |  |                    |  |  |                    |  |
| Iolanda d'Ungheria     |                       | Costanza d'Antiochia    |                         |  |  |       |  |  |                    |  |  |                    |  |
|                        | Pietro I di Courtenay | Luigi VII di Francia    |                         |  |  |       |  |  |                    |  |  |                    |  |
|                        | Pietro I di Courtenay | Luigi VII di Francia    |                         |  |  |       |  |  |                    |  |  |                    |  |
|                        | Pietro I di Courtenay | Adelaide di Savoia      |                         |  |  |       |  |  |                    |  |  |                    |  |
| Pietro II di Courtenay | Pietro I di Courtenay |                         |                         |  |  |       |  |  |                    |  |  |                    |  |
|                        |                       | Elisabetta di Courtenay | Rinaldo di Courtenay    |  |  |       |  |  |                    |  |  |                    |  |
|                        |                       | Elisabetta di Courtenay | Rinaldo di Courtenay    |  |  |       |  |  |                    |  |  |                    |  |
|                        |                       | Elisabetta di Courtenay | Helvise di Donjon       |  |  |       |  |  |                    |  |  |                    |  |
| Iolanda di Courtenay   |                       | Elisabetta di Courtenay |                         |  |  |       |  |  |                    |  |  |                    |  |
|                        |                       | Baldovino V di Hainaut  | Baldovino IV di Hainaut |  |  |       |  |  |                    |  |  |                    |  |
|                        |                       | Baldovino V di Hainaut  | Baldovino IV di Hainaut |  |  |       |  |  |                    |  |  |                    |  |
|                        |                       | Baldovino V di Hainaut  | Alice di Namur          |  |  |       |  |  |                    |  |  |                    |  |
| Iolanda di Fiandra     |                       | Baldovino V di Hainaut  |                         |  |  |       |  |  |                    |  |  |                    |  |
|                        |                       | Margherita I di Fiandra | Teodorico di Alsazia    |  |  |       |  |  |                    |  |  |                    |  |
|                        |                       | Margherita I di Fiandra | Teodorico di Alsazia    |  |  |       |  |  |                    |  |  |                    |  |
|                        |                       | Margherita I di Fiandra | Sibilla d'Angiò         |  |  |       |  |  |                    |  |  |                    |  |
|                        |                       | Margherita I di Fiandra |                         |  |  |       |  |  |                    |  |  |                    |  |